# Fabrizio Maria Cortese
Fabrizio Maria Cortese (Nociglia, 1970) è un regista e sceneggiatore italiano.

## Biografia
Inizia la sua carriera negli anni 90 in teatro. Nel 2000 dirige il suo primo lungometraggio, Welcome Albania.
Nel 2016 scrive e dirige il film Ho amici in Paradiso, a cui seguono Free - Liberi nel 2021 e Il meglio di te nel 2023.

## Filmografia

### Regista
- Welcome Albania (2000)
- Ho amici in Paradiso (2016)
- Free - Liberi (2021)
- Il meglio di te (2023)
- Poveri noi  (2025)

### Sceneggiatore
- Ho amici in Paradiso, regia di Fabrizio Maria Cortese (2016)
- Free - Liberi, regia di Fabrizio Maria Cortese (2021)

### Attore
- Welcome Albania, regia di Fabrizio Maria Cortese (2000)